# Laibach Remixes
Laibach Remixes je prvi EP američkog death metal-sastava Morbid Angel objavljen 1. svibnja 1994. godine.

## Popis pjesama
1. "God of Emptiness" – 5:28
2. "Sworn to the Black" – 4:03
3. "Sworn to the Black" (remix) – 4:16
4. "God of Emptiness" (remix) – 5:37

## Članovi sastava
- Trey Azagthoth – gitara, klavijature
- David Vincent – vokali, bas-gitara
- Pete Sandoval – bubnjevi